# Nationaler Kulturpalast (Sofia)

Nationaler Kulturpalast Sofia

Der Nationale Kulturpalast (bulgarisch Национален дворец на културата/Nazionalen dworez na kulturata; meist nur kurz: НДК/NDK) ist ein Kongress- und Konzertzentrum im Stadtzentrum der bulgarischen Hauptstadt Sofia. Er ist mit seinen Sälen und Konferenzräumen das nationale Kulturzentrum Bulgariens für Konferenzen, ebenso für Kulturveranstaltungen, wie Ausstellungen, Konzerte, Opern- und Ballettaufführungen und weitere Veranstaltungen.
Der Kulturpalast ist das größte Kongresszentrum Südosteuropas. Der Erste Spatenstich erfolgte am 25. Mai 1978. Die dritte und letzte Bauphase beim Bau des Kulturpalastes wurde Ende 1985 abgeschlossen.
Der Kulturpalast trug bis 1990 den offiziellen Namen Volkspalast der Kultur „Ljudmila Schiwkowa“
Der Bau war Teil einer Initiative zur Begehung der 1300-Jahr-Feier Bulgariens im Jahr 1981, mit der die Gründung des Bulgarischen Staates 681 prachtvoll begangen werden sollte. Die Gründung Bulgariens war wohl schon 679, die Anerkennung als unabhängiger Staat seitens des Byzantinischen Reichs erfolgte aber 681.
Der Entwurf des Hauptgebäudes stammt von einem Architektenkollektiv unter der Leitung des Architekten Aleksandar Barow. Der Entwurf für die Umgebung des Gebäudes stammt von einem Kollektiv unter der Leitung des Architekten Atanas Agura. Der Hauptplaner für den Park, der den Kulturpalast umgibt, war die Ingenieurin Walentina Atanassowa.
Der NDK beherbergte eine große Zahl von Veranstaltungsräumen. Von den insgesamt 13 Sälen verfügt der größte Saal („Saal 1“; bulgarisch „Зала 1“/„Sala edno“) über 3380 Plätze.
Das Gebäude hat eine überbaute Fläche von 18.300 m² und eine Gesamtfläche von 123.000 m², die sich über acht Etagen und zusätzlich drei unterirdische Ebenen erstrecken. Der umbaute Raum beträgt 576.800 m³.

## Geschichte
Die Initiative für die Schaffung eines großen Kulturzentrums in Sofia ging in den 1970er Jahren von der Sofioter Parteileitung der Bulgarischen Kommunistischen Partei (BKP) aus, die quasi als Parallelstruktur für die staatliche Verwaltung mit für alle Belange des öffentlichen Lebens zuständig war.
Die ersten Sondierungen und Vorentwürfe gab es 1975. Damals standen in diesem zentralen Gebiet von Sofia, das durch die Bombardierung von Sofia im Zweiten Weltkrieg zerstört worden war, alte Kasernen, ein Kohlenbahnhof, dutzende unansehnliche, eilig errichtete Gebäude und dutzende Hektar Brachland. Das Sofioter Stadtkomitee der BKP und der Sofioter Stadtrat beschlossen, dass an dieser Stelle ein moderner Gebäudekomplex errichtet werden soll – als der Teil des unmittelbaren südlichen Stadtzentrums, das zum Witoschagebirge hin liegt.
Ursprünglich wurde die Fläche für ein Operntheater vorgesehen. Es wurde ein internationaler Wettbewerb ausgeschrieben, an dem bulgarische und ausländische Architekten teilnahmen. Vorsitzender des Preisgerichts war der damalige Kulturminister Pawel Matew (Павел Матев; 1924–2006) – der bulgarische Kulturminister trug damals offiziell die Bezeichnung „Vorsitzender des ‚Komitees für Kultur‘“. Es wurde jedoch kein Sieger für den Wettbewerb verkündet und der Wettbewerb wurde danach eingestellt.
Nach lebhaften Diskussionen kam man zu der Meinung, dass der Platz am besten für ein zukünftiges multifunktionelles Zentrum für kulturelle Veranstaltungen geeignet ist. Diese Funktion erfüllte bis dahin der Sportpalast „Universiada“ (bulgarisch спортната зала „Универсиада“). Die Planung erfolgte im Architektenbüro des Architekten Aleksandar Barow und des Ingenieurs Bogdan Atanassow, in Zusammenarbeit mit dem Sofioter Hauptarchitekten Wladimir Romenski und dem Minister für Bauwesen Stefan Stajnow, sowie zusammen mit dem Berater für die Gebäudekonstruktion Prof. Miltscho Brajnow.
Der Architekt Atanas Agura und die Architektin Walentina Atanassowa waren für den Entwurf der umliegenden Flächen und des Parks verantwortlich. Das Ingenieurplanungsbüro „Sofprojekt“ unter der Leitung von Tschedomir Pawlow war für die unterirdische Bauplanung, die Metrolinie der Metro Sofia, die unterirdischen Leitungen und den zukünftigen Boulevard Balgaria zuständig. Für die zukünftige Sofioter Metro gab es bereits damals einen Generalplan, der auch die Metrolinien unter dieser Fläche umfasste, deshalb wurde die gesamte Fläche unterirdisch sehr tief aufgegraben, um sie schon für die Metro vorzubereiten. Außer einem unterirdischen Boulevard mit Straßenbahnlinie, Parkplätzen mit über 1000 Plätzen, Geschäften und anderen unterirdischen Flächen, wurde auch der Rohbau für zwei Metrostationen und für die zukünftige Metrotrasse vom Boulevard Patriarch Ewtimij bis zum Stadtviertel Losenez fertiggestellt.
Eine Planungsgruppe bereiste die besten und größten Kongresszentren in Europa und Amerika, um die dortigen Erfahrungen auszuwerten und sich mit führenden bulgarischen und ausländischen Spezialisten zu Beraten und ihre Unterstützung zu sichern.
Am 27. Dezember 1977 hat das Politbüro des Zentralkomitee der BKP den Vorschlag für den Bau eines Kulturkomplexes gebilligt, woraufhin mit den ersten Arbeiten begonnen wurde, obwohl noch kein fertiges Projekt vorlag.
Im Herbst 1979 gab es personelle Veränderungen in der Bauleitung, die zur Verlangsamung des Bautempos führten. Der Widerstand gegen den NDK wurde stärker und Todor Schiwkow, der sich anfangs für den Bau des NDK begeistert hatte, gab die Weisung, dass die Eröffnung des NDK erst 10 Jahre später stattfinden soll.

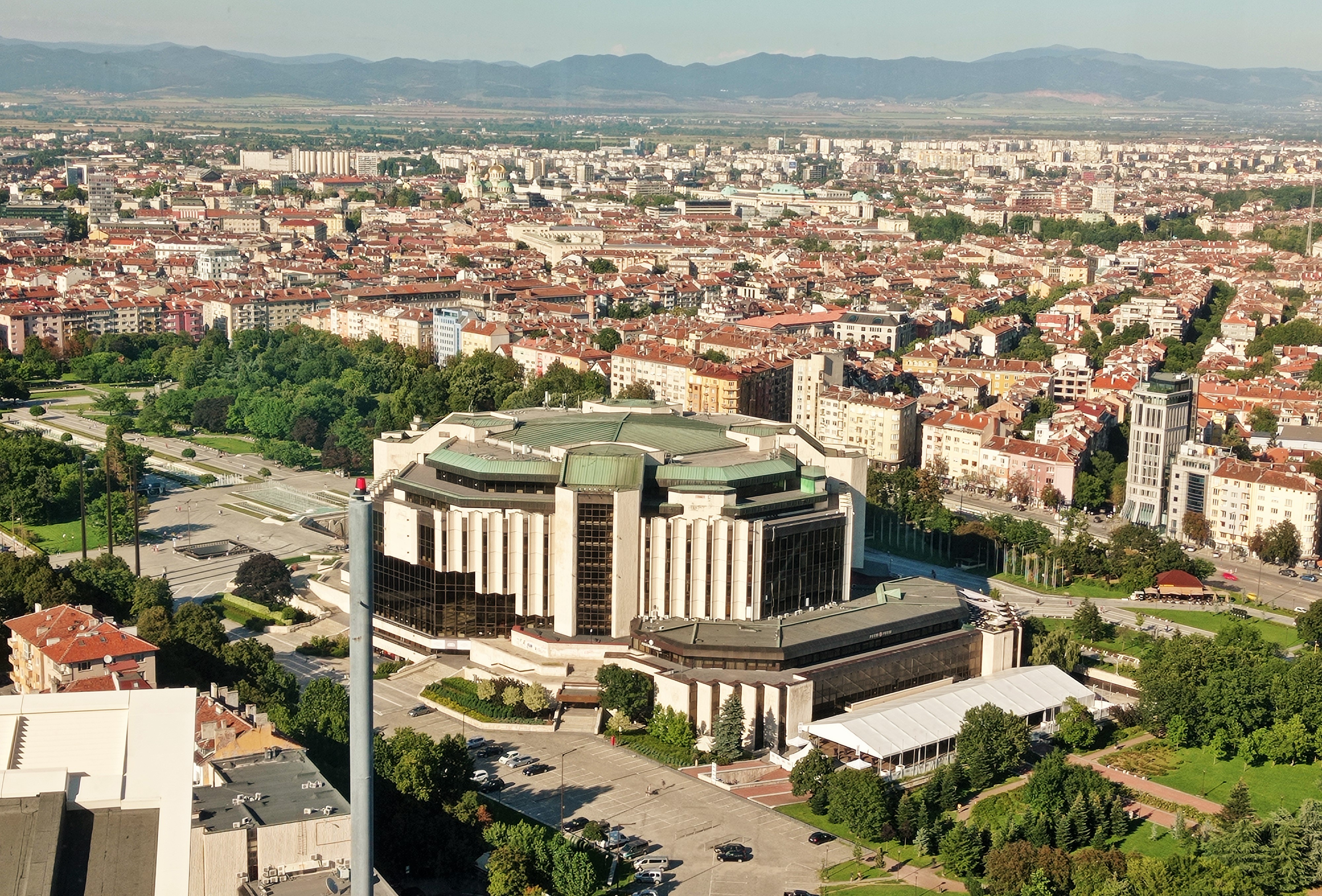
Nationaler Kulturpalast aus der Vogelperspektive

Georgi Jordanow (von 1971 bis 1979 Erster Sekretär des Sofioter Stadtkomitees des BKP) berichtete: „Ich bat Ljudmila Schiwkowa ihren Vater von seiner Entscheidung abzubringen, was ihr jedoch nicht gelang.“ Nach vielen Diskussionen erklärte sich Todor Schiwkow einverstanden den Bau zu besichtigen. Im März 1980 überzeugte er sich, dass der komplizierteste Teil der Bauarbeiten abgeschlossen war und nur noch Restarbeiten am Objekt auszuführen waren, die binnen eines Jahres fertig sein konnten. Er genehmigte dann die Fortführung der Arbeiten. Grigor Stoitschkow, der stellvertretende Vorsitzende des Ministerrates, wurde zum Leiter des Baustabes ernannt. Für die Fertigstellung der Infrastruktur wurden auch Wehrdienstpflichtige herangezogen. Die Arbeiten wurden fast 24 Stunden am Tag fortgesetzt.
Der Saal 1 und der angrenzende Teil wurde im März 1981 fertiggestellt. Die anderen Teilobjekte waren bis zum 20. Oktober 1981 fertig, zu Ehren der 1300-Jahr-Feier des bulgarischen Staates.

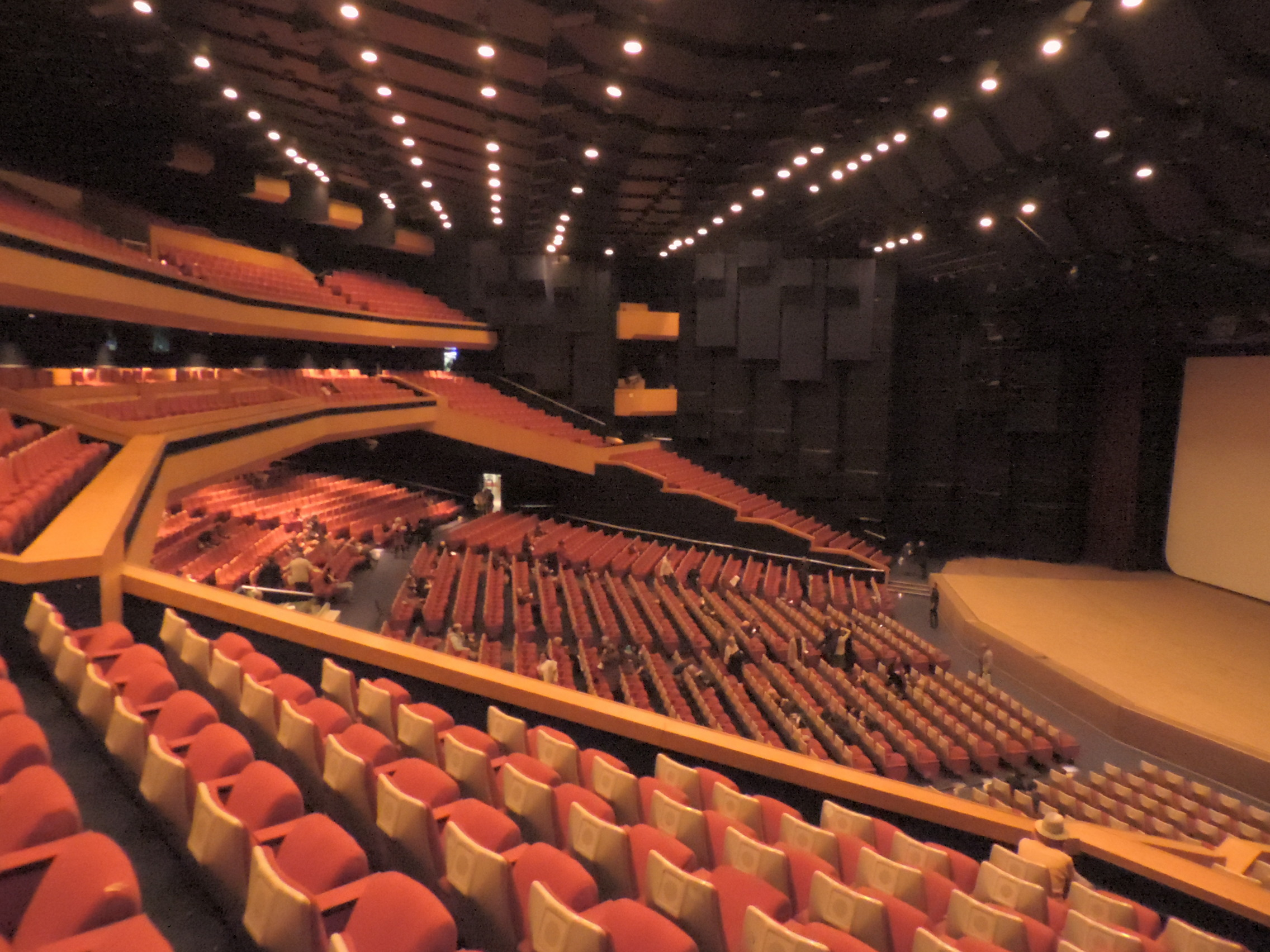
Saal 1 bietet Platz für 3380 Gäste

Der Kulturpalast wurde in knapp drei Jahren erbaut. Noch vor seiner endgültigen Fertigstellung fand dort der 12. Parteitag der BKP statt. Das Gebäude wurde am 31. März 1981 eingeweiht, zur 1300-Jahr-Feier des Bulgarischen Staates.
Zur Beteiligung an der Finanzierung des Baus haben die Sofioter einen Tag unentgeltlich gearbeitet und so 30 Mio. Lewa erarbeitet. Der Bau kostete insgesamt 270 Mio. Lewa.
Da es beim Bau an Bauarbeitern mangelte, arbeiteten Tausende Bauarbeiter aus Zypern, Jugoslawien und Vietnam am Bau.
2005 erhielt der Kulturpalast von der Internationalen Organisation der Kongresszentren (International Association of Congress Centres) die Auszeichnung „Bestes Kongresszentrum der Welt“ (best congress centre in the world).
Am 31. März 2011 wurde der 30. Jahrestag der Eröffnung des Kulturpalastes begangen.

## Bauwerk
Das Gebäude hat einen achteckigen Grundriss. Die tragende Konstruktion des NDK besteht aus Stahl. Sie wurde von einem Kollektiv der Hochschule für Architektur und Bau (heute Universität für Architektur, Bauingenieurwesen und Geodäsie; bulgarisch Университет по архитектура, строителство и геодезия) entworfen, das von Prof. Miltscho Brajnow und Prof. Bogdan Atanassow geleitet wurde.
Es wurden im NDK 335.000 m³ Beton verbaut und 1,7 Mio. t Erde bewegt und abtransportiert. Die Metallkonstruktion im Kulturpalast wiegt ca. 10.000 t, was ungefähr der Metallkonstruktion des Eiffelturms entspricht (die reine Stahlkonstruktion des Eiffelturms wiegt 7300 Tonnen).
Das Gebäude ist 51 m hoch. Die gesamte Außenfläche beträgt 9000 m²
Das große Kunstwerk über dem Haupteingang des NDK, das Symbol des Kulturpalastes, stammt vom Bildhauer Georgi Tschapkanow und stellt eine stilisierte Sonne dar. Diese ist den Deckenverzierungen (Holzschnitzerei) in altbulgarischen Häusern nachempfunden. Das Symbol ist aus Bronze gearbeitet und hat einen Durchmesser von ungefähr 7 Metern. Von der konkaven Halbkugel aus gehen in alle Richtungen Strahlen aus Getreideähren, die 2,60 und 1,80 Meter lang sind.

## Name
Bei seiner Eröffnung trug der Kulturpalast, der im Alltag nur kurz als „NDK“ bezeichnet wird, den offiziellen Namen „Volkspalast der Kultur“ (bulgarisch „Народен дворец на културата“). Nach dem Tod von Ljudmila Schiwkow im Juli 1981, der Kulturministerin und Tochter des langjährigen Staatsoberhauptes Todor Schiwkow, trug der Kulturpalast ihren Namen: „Volkspalast der Kultur Ljudmila Schiwkowa“.
1990 wurde der Kulturpalast in „Nationalen Palast der Kultur“ (bulgarisch „Национален дворец на културата“/Nazionalen dworez na kulturata) umbenannt.

## Metrostation
Am 31. August 2012 wurde die Metrostation „Nationaler Kulturpalast“ (bulgarisch „Национален дворец на културата“) eröffnet. Sie liegt in unmittelbarer Nähe des Kulturpalastes und gehört zur Linie 2 (blau) und der Linie 3 (grün) der Metro Sofia.